# 克萊伯恩 (阿拉巴馬州)
克萊伯恩（英語：Claiborne）是一個位於美國阿拉巴馬州門羅縣的鬼鎮。由於此地已於20世紀初期被荒廢，本地已無人居住。

## 地理
克萊伯恩的座標為31°26′03″N 87°30′53″W / 31.43417°N 87.51472°W，而該地的平均海拔高度為50米（即180英尺）。